# Oskar Ursinus
Oskar Ursinus   (Weißenfels, 11 de març de 1877 - Frankfurt del Main, 6 de juliol de 1952) fou un pioner de l'aviació alemanya i és recordat principalment per les seves contribucions al disseny de planadors i al vol sense motor com a esport. Se li va posar el sobrenom de Rhönvater (Pare Rhön) perquè va fundar el primer club alemany de vol sense motor a Wesserkuppe a les muntanyes Rhön el 1920.

## Biografia
Ursinus va néixer a Weißenfels i va assistir al Col·legi Tècnic de Mittweida. Després de la seva graduació, va treballar a Borsig en compressors per a locomotores i va estar un temps treballant per a l'empresa en maquinària per a mines a Romania.
El 1908, de tornada a Alemanya, Ursinus va començar a publicar una revista titulada Flugsport ("Vol esportiu"), ja que s'havia fascinat per la nova tecnologia del vol. La revista va ajudar a establir una xarxa entre els aficionats a l'aviació a Alemanya i va conduir a l'organització del primer saló aeri internacional d'Alemanya.
Va ser reclutat a l'exèrcit alemany el 1914 i va sol·licitar una posició en el disseny dels avions. La sol·licitud es va aprovar i el van enviar a Gothaer Waggonfabrik on va dissenyar avions militars. La famosa sèrie de bombarders Gotha utilitzats pel cos aeri alemany durant la Primera Guerra Mundial es basaven en un disseny d'Ursinus del 1915 refinat i fabricat com el Gotha G.I. Tanmateix, la veritable passió d'Ursinus era pels hidroavions i el 1916 va dissenyar un revolucionari hidroavió caça amb flotadors retràctils que malauradament va ser destruït abans de finalitzar les proves.

Després de la guerra, el Tractat de Versalles va prohibir a Alemanya la construcció d'aeronaus amb motor i, per tant, l'atenció dels aviadors i dissenyadors alemanys es va tornar cap als planadors. Un altiplà especialment indicat per al vol a vela, el Wasserkuppe, es va convertir en un punt central per a aquesta activitat i, el 1920, Ursinus va organitzar-hi una competició. Vint-i-quatre persones van assistir a la reunió entre el 15 de juliol i el 15 de setembre de 1920, inclosos Wolf Hirth i altres pioners dels planadors. (vegeu també Rhön-Rossitten Gesellschaft) Per aquest fet se li va posar el sobrenom de Rhönvater (Pare Rhön) Durant la dècada següent, aquesta competició va créixer en importància per convertir-se en un esdeveniment internacional. Ursinus també va construir la primera caseta del club a Wasserkuppe el 1924, la actualment coneguda com a Ursinus-Haus.

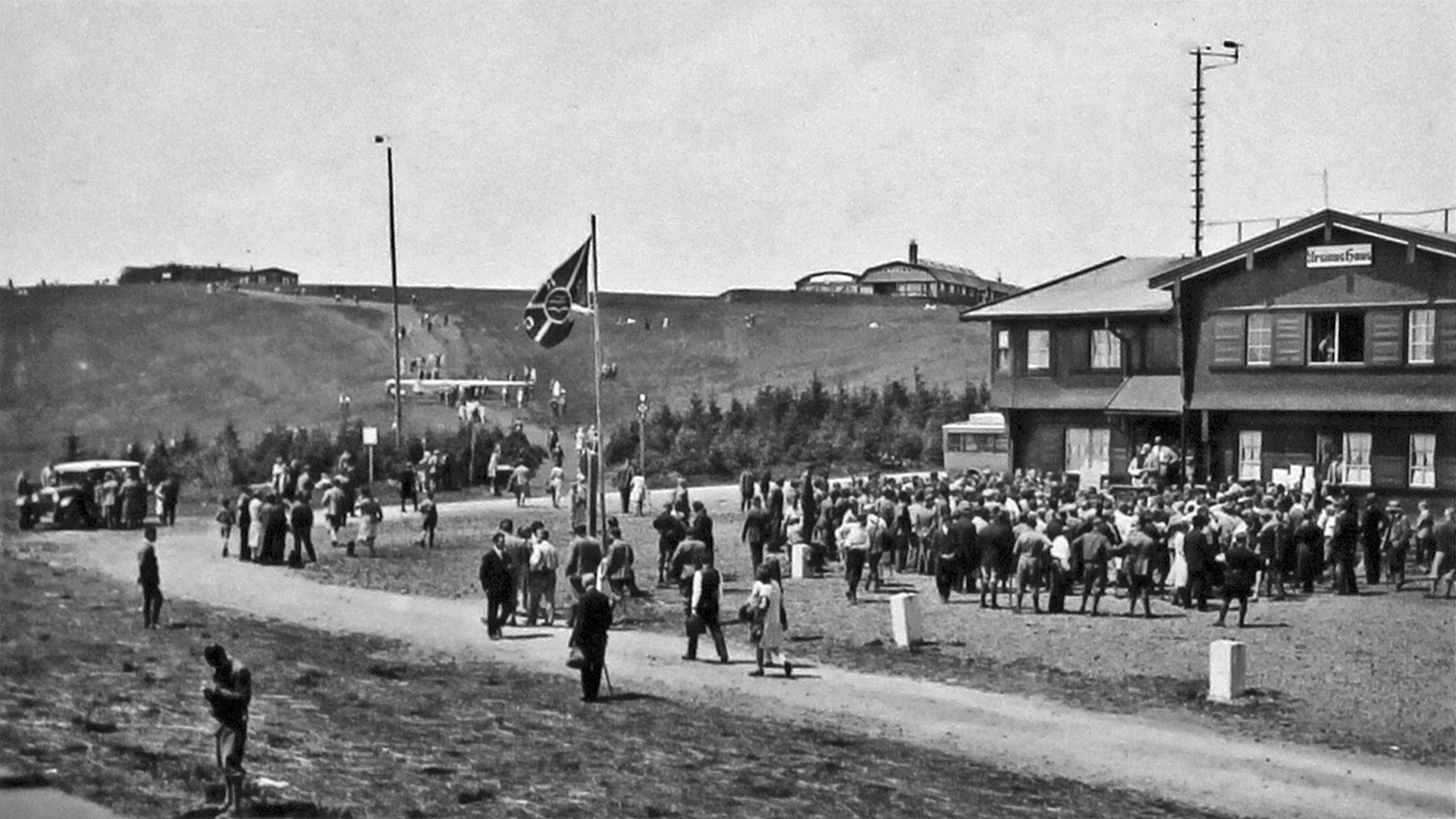
La Ursinus-Haus a finals dels anys 20 (segle XX)

Avui es considera a Alemanya el pare del planador, i l'associació alemanya per a avions construïts a casa, l'Oskar Ursinus-Vereinigung ("Associació Oskar Ursinus") porta el seu nom.